# Miracle econòmic belga

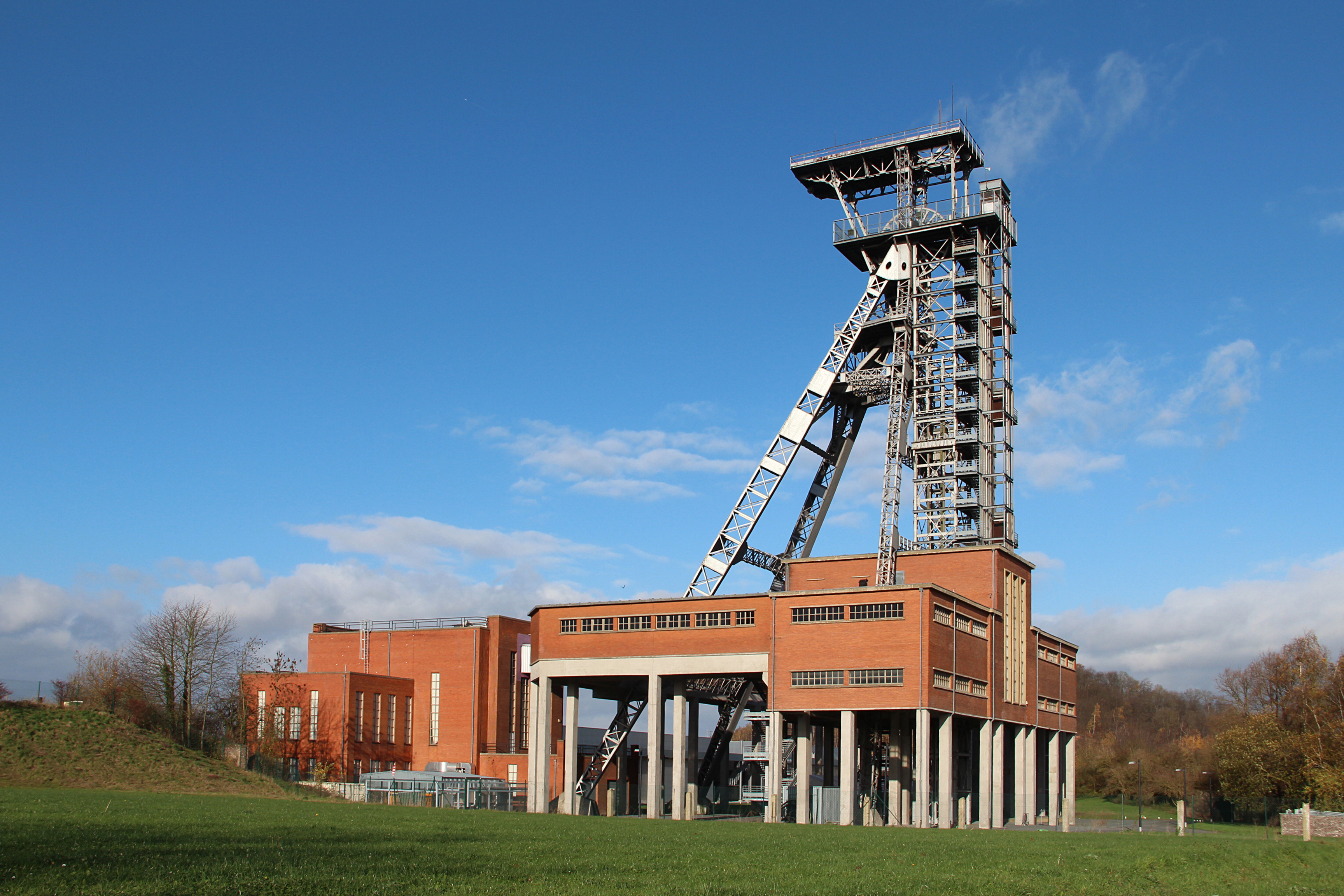
Vista moderna d'una antiga mina de carbó a Frameries. La mineria del carbó va ser una de les indústries que va impulsar el miracle econòmic de Bèlgica.

El miracle econòmic belga és una expressió que fa referència al creixement econòmic de Bèlgica després de la Segona Guerra Mundial. Un descens de l'atur i una baixa inflació van permetre millorar les condicions de vida dels belgues, especialment durant el període de 1945- 1948.
El creixement va ser causat per una conjunció de factors: la marxa dels nazis i les seves limitacions de producció, la demanda creixent d'acer per a transport i maquinària d'altres països europeus i la política econòmica nacional coneguda com a Pla Gutt. Els bombardejos havien danyat poc la indústria belga en comparació amb altres zones, i això va permetre exportar béns en grans quantitats. Els obrers rebien salaris més alts que abans de la guerra per poder fer front a l'alta demanda. Aquest augment dels sous unit a lleis afavoridores del benestar social van encoratjar un creixement de la natalitat i un repunt de la immigració, especialment italiana.
El «miracle» però, va durar poc en el temps perquè els competidors belgues es van beneficiar del Pla Marshall i internament van agreujar-se les diferències regionals en indústria, que van conduir a un descens de la competitivitat.